# Фонд Карнеги по улучшению преподавания
Фонд Карнеги по улучшению преподавания (англ. Carnegie Foundation for the Advancement of Teaching) основан Эндрю Карнеги в 1905 году и был зарегистрирован в 1906 году Конгрессом США в качестве независимого политического и исследовательского центра, основные результаты научно-исследовательской деятельности которого отражаются в публичных докладах по каждому уровню образования. Всего на протяжении истории фондом руководили девять президентов, которые привнесли уникальное содержание в его работу.
Значительные достижения фонда включают: Ассоциацию страхования и аннуитетов для преподавателей (Teachers Insurance and Annuity Association, TIAA), публикацию доклада Флекснера по медицинскому образованию, создание зачётной единицы Карнеги, Службу образовательных тестов (Educational Testing Service) и Классификации Карнеги учреждений высшего образования. Фонд Карнеги является лидером в обеспечении федеральной помощи в получении высшего образования, включая гранты Пелла, предназначенных для малообеспеченных студентов.

## История
Генри Притчетт, первый президент Фонда, зарегистрировал устав в Конгрессе в 1906 году и расширил миссию Фонда, включив в неё работу над образовательной политикой и стандартами. Джон Гарднер стал вторым президентом Фонда в 1955 году, одновременно возглавив Корпорацию Карнеги в Нью-Йорке. Он сделал акцент на балансировании между качеством и равенстве. Алан Пайфер, став президентом Фонда и Корпорации, учредил оперативную группу в 1967 году под руководством Кларка Керра. Под руководством Керра Комиссия Карнеги по высшему образованию и Совет Карнеги по политическим наукам в высшем образовании составили более 160 политических докладов, научных исследований и технических отчетов, которые помогли определить ключевые направления федеральной политики, программы высшего образования и финансовой помощи студентам.
С избранием Эрнеста Л. Бойера на должность президента в 1979 году Фонд Карнеги по улучшению преподавания отделился от Корпорации Карнеги, которая финансово поддерживала его в течение кризиса. Фонд стал независимым и в конечном счете переехал в Принстон, Нью-Джерси. Во время президентства Бойера Фонд усилил свой интерес к высшему образованию и расширил свою работу, признав взаимосвязь всех этапов образования.
Поворотные политические доклады, такие как «High School: A Report on Secondary Education in America and College: The Undergraduate Experience in America», вовлекли Фонд в национальные дебаты вокруг школьной реформы и усиления роли колледжей и университетов. Влиятельный доклад Бойера «Scholarship Reconsidered: Priorities of the Professoriate» заложил основу для более широкого определения образования, которое стало общим для университетов США и во всем мире.
Летом 1997 года под руководством Ли С. Шульмана Фонд переехал из Принстона, Нью-Джерси, в свою текущую штаб-квартиру в Станфорде, Калифорния. Расположившись в заливе Сан-Франциско, Фонд стал использовать гуманитарные ресурсы региона, такие как университеты, благотворительные, общественные и некоммерческие исследовательские организации.
Энтони С. Брик стал девятым президентом Фонда в сентябре 2008 года.